# Las Maravillas (Berriozábal)
Las Maravillas es una localidad del estado mexicano de Chiapas. Es parte del municipio de Berriozábal.

## Demografía
| Gráfica de evolución demográfica |
|                                  |

| Censo | Población |
| ----- | --------- |
| 1940  | 211       |
| 1950  | 171       |
| 1960  | 270       |
| 1970  | 474       |
| 1980  | 529       |
| 1990  | 973       |
| 2000  | 1 214     |
| 2010  | 1 339     |
| 2020  | 1 393     |